# パドヴァ駅
パドヴァ駅（伊: Stazione di Padova）は、 イタリア共和国のヴェネト州パドヴァ県パドヴァにある、レーテ・フェッロヴィアーリア・イタリアーナ（RFI）の鉄道駅。

## 隣の駅
トレニタリア
フレッチャルジェント
ボローニャ中央駅/ロビゴ駅/ビチェンツァ駅 - パドヴァ駅 - ヴェネツィア・メストレ駅
ユーロシティ
ヴェローナ・ポルタ・ヌオーヴァ駅/ビチェンツァ駅 - パドヴァ駅 - ヴェネツィア・メストレ駅
インターシティ
モンセリチェ駅 - パドヴァ駅 - ヴェネツィア・メストレ駅
インターシティ・ノッテ
テルメ・ユーガニー＝アバノ＝モンテグロット駅 - パドヴァ駅 - ヴェネツィア・メストレ駅
レギオナルレール
テルメ・ユーガニー＝アバノ＝モンテグロット駅/ビチェンツァ駅/メストリーノ駅/アーバノ駅/ヴィゴダルツェレ/ビチェンツァ駅 - パドヴァ駅 - ヴェネツィア・メストレ駅/ブサ・ディ・ヴィゴンツァ駅
ヌオーヴォ・トラスポルト・ヴィアッジャトーリ/ヴィゴダルツェレ/カステルフランコ・ベネト駅
イタロ
ボローニャ中央駅 - パドヴァ駅 - ヴェネツィア・メストレ駅